# Моховой (Воронежская область)
Моховой — хутор в Нижнедевицком районе Воронежской области.
Входит в состав Синелипяговского сельского поселения.

## География

### Улицы
- ул. Моховая